# Jezioro Długie (Pojezierze Myśliborskie)
Jezioro Długie – jezioro znajdujące się na terenie gminy Banie, w południowo-zachodniej części województwa zachodniopomorskiego, w zachodniej części Pojezierza Myśliborskiego. Jezioro położone pomiędzy drogą nr 122 na północy, drogą pomiędzy Baniewicami a Swobnicą na zachodzie a drogą nr 121 na wschodzie. Południowy brzeg znajduje się blisko wsi Swobnica. Jest to jezioro polodowcowe typu rynnowego. Jezioro Długie jest jeziorem przepływowym. Do jeziora na południu wpływa rzeka Tywa, wypływając w północnej części jeziora na północ.
Jezioro o wydłużonym kształcie rynny polodowcowej. Oś jeziora biegnie z północy na południe. Linia brzegowa słabo rozwinięta. Zbiornik jest płytki o mulistym dnie. Mimo to woda jest przejrzysta, ma II klasę czystości.
Jezioro obfituje w ryby. Można tu złowić sandacze, leszcze, karasie, okonie i liny.
W Swobnicy i w Baniewicach znajdują się ośrodki wypoczynkowe. Od strony Baniewic na jeziorze znajduje się pomost z przystanią dla łódek. Z racji przepływającej Tywy jezioro jest miejscem spływów kajakowych. W okolicy można zwiedzić Zamek Joannitów w Swobnicy.
Na potrzeby gospodarki wodnej Jezioro Długie stanowi jednolitą część wód Długie o kodzie PLLW11012 i jest uznane za jezioro typu 3b, to jest o wysokiej zawartości wapnia, o dużym wypływie zlewni i niestratyfikowane.